# طایفه‌های آمل
طایفه‌های آمل متشکل از چندین طایفه است. آمل به عنوان شهر طوایف، متشکل از روستاهای کوهستانی (تابستانی و ییلاقی) و روستاهای جلگه (محدوده شهر) است. مردم آمل از قوم طبری می‌باشند.
به گزارش قاضی نورالله شوشتری در کتاب مجالس‌المؤمنین مردم آمل را طبری می‌گویند و نسبت ایشان به غیر از طبری اندک است.

## ریشه
از گذشته دور موقعیت جغرافیایی در آمل و لاریجان بر نظام خویشاوندی تأکید داشته‌است. طایفه‌ها ریشه روستایی داشته‌اند ولی رشد آن‌ها در شهر بوده‌است. برای نمونه؛ جایگاه مخصوص طایفه آملی با اماکنی همچون مساجد، حمام، تکیه، گورستان، بازار و کاروانسرا، مجموعه کاملی از بافت شهری را تشکیل می‌داد. بر همین اساس طایفه آملی، طایفه نظام مند شهر و شهری بودن شاخص‌هایی برای تکمیل سازمان درون‌شهری آن محسوب می‌شود. آمل از جمله شهرهای کهن ایران است که شماری از عناصر کالبدی ارزشمند آن هنوز پابرجاست. در این شهر نیز فضای شهری به محلات متعدد تقسیم می‌شد که این امر اداره شهر را آسان می‌کرد. یاسنت لویی رابینو در کتاب مازندران و استرآباد از توسعه شهر و نامگذری محلات شهر به نام طوایف گفته‌است.طوایف در آمل از ساختار قومی و خویشاوندی در سه اقلیم کوهستان لاریجان، شهر آمل و دشت و جلگه تشکلیل شده‌اند.شهر آمل در طول تاریخ به واسطه عوارض و مصائب جنگ و سیل، جمعیت و درایی آن از بین می‌رفت، ولی زندگی شهری، کار و شغل و باقی ماندگان جمعیت پیرامون دوباره تجدید می‌شد. بر این اساس در گذشته نگرش و کار و شغل معرف طایفه در شاکله شهری آمل بوده‌است.

## نامگذرای
در آمل طایفه‌ها اکثر به اسم مکان نام گذاری شده‌اند، یعنی مردم قریه‌های مختلف، نام قریه خود را بر محله مسکونی و پیشینه‌ای خود گذاشته‌اند.

## طوایف

### طوایف اصلی
- آملی (خاستگاه مرکز شهر - متشکل از جوان، زرگر، کاردگر، رودگر، کمانگر، چنان، عابدی، ملک‌زاده، زرگر، شریعت زاده، نبی، دیر، سالار، آهی، چلابی، معینی، لیتکوهی، نوری، خراسانی و کاشانی و الیمستان)
- اسکی (خاستگاه آب اسک)
- مشایی (خاستگاه مشا، کتل امامزاده هاشم)
- امیری (خاستگاه امیری متشکل از شمس‌آباد، کلان، وانا، گل‌پاشا، سفلی، هاره، ترا، لارین، دینان، اخا، اخازیر، نهر، شنگلده، گزنک)
- دلارستاقی (خاستگاه دلارستاق متشکل از ناندل، حاجی دلا، کهرود، کیان، کرف، میان‌ده، لهر)
- ایرایی (خاستگاه ایرا)
- نوایی (خاستگاه نوا، زیار)
- نیاکی (خاستگاه نیاک، کنارانجام)
- بهرستاقی (خاستگاه بهرستاق متشکل از هفت‌تنان، بائیجان، نوسر، بوالقلم، پردمه، لوط، نشل)
- لاسمی (خاستگاه لاسم)
- شاهاندشتی (خاستگاه شاهان‌دشت)
- سنگچالی (خاستگاه سنگ‌چال)
- نمارستاقی (خاستگاه نمارستاق)

### طوایف مهاجر
- آسوری
- بربرخیلی
- ملکشاهی
- هزارجریبی
- سوادکوهی
- بندپی‌ایی
- رزن
- دردان
- گیل
- گرجی
- خراسانی
- کاشانی
- بربری
- بنکشی
- ماساژد
- عامیون
- جغتا
- قندهاری

## تأثیر و رسوم‌ها
بر اساس شکل‌گیری جمعیتی شهر از طوایف مختلف، کنش و واکنش در مسائل متعدد در طول تاریخ متغیر بوده‌است. اما همبستگی و شکل متوازن رفتاری در رسومات متعدد ملی و مذهبی و خیریه، در طوایف آمل پابرجا بوده‌است. از رویی دیگر از دیرباز استقرار نظام قدرت در آمل تکامل یافته نظام طایفه ای بوده‌است. مراسم‌های نوروز خوانی، عزاداری محرم، علم و نخل گردانی، کرب‌زنی و تعزیه خوانی، جشن تیرگان و شب شعر پایدارترین مراسم‌های طوایف شهر آمل می‌باشند.به دور از رسومات مرسوم همگانی برخی از طوایف رسومات خاص خود را نیز دارند که به صورت جداگانه برگزار می‌کنند. این رسومات تاریخچه ای کهن را به همراه خود دارد. به عنوان مثال مراسم سنتی ورف‌چال با بیش از ۶۰۰ سال قدمت در روستای آب اسک توسط طایفه اسکی و نیاکی،جشن نورگون که جشن به زنجیر کشیدن ضحاک است توسط طایفه نوایی در روستای نوا،جشن تی تی و آیین شکرگزاری توسط طایفه امیری در روستای امیری و رینه، آیین سنتی کنس دشو توسط طایفه سنگچالی در سنگچال و چلاو، و آیین سنتی قرق شکنی در منطقه لار لاریجان برگزار می‌گردد.